# Bimota DBx
La DBX est un modèle de motocyclette du constructeur italien Bimota.
Basée sur la DB10 B.Motard, elle se présente comme une version capable d'affronter les terrains plus accidentés, au même titre que la KTM 950 Super Enduro R ou la BMW HP2 Enduro. La DBx est présentée lors du salon EICMA 2012.
Elle ne reçoit pas une dénomination avec un numéro comme les autres Bimota à moteur Ducati, mais un « X » pouvant signifier « cross ». Elle fait également écho aux BBX, premiers modèles d'enduro de la marque, présentés lors du salon EICMA l'année précédente ; ces dernières n'ayant pas été produites en série.
Il est équipé du moteur bicylindre en V à 90°, quatre temps, que l'on retrouve sur la Ducati 1100 Hypermotard.
Il est retravaillé et développe 95 ch à 7 700 tr/min pour un couple de 10 mkg à 6 200 tr/min.
Le freinage est assuré par Brembo, grâce à deux disques pétales de 300 mm de diamètre à l'avant, mordus par des étriers double pistons, et un simple  disque de 255 mm de diamètre à l'arrière, pincé par un étrier double piston.
Le cadre treillis tubulaire au chrome-molybdène est semblable à celui équipant la DB10. Il est ancré sur deux platines latérales en aluminium.
La fourche télescopique inversée de 48 mm de diamètre et le monoamortisseur sont signés Öhlins. Tous deux sont réglables en précharge, détente et compression. Les débattements sont respectivement de 210 et 200 mm.
Le poids à sec annoncé est de 175 kg.
Le réservoir emporte 14 litres de carburant.
Elle est équipée de jantes à rayons Excel. Les dimensions des pneus d'origine sont de 90/90 x 21 à l'avant et 150/70 x 18 à l'arrière. En option, ils peuvent être remplacés par des pneus 110/80 x 19 pouces à l'avant 150/70 x 17 ou 140/80 x 18 à l'arrière.
La hauteur de selle de 890 mm.
La DBx est présentée dans une livrée grise avec un cadre rouge.
La DBx est engagée pour l'Iron Road Prologue de l'Erzberg Rodeo 2013, aux mains de Stefano Sacchini, où elle termine quatrième de la catégorie bicylindre.